# Odontomelus brunneus
Odontomelus brunneus är en insektsart som först beskrevs av Miller, N.C.E. 1932.  Odontomelus brunneus ingår i släktet Odontomelus och familjen gräshoppor. Inga underarter finns listade i Catalogue of Life.